# Erland Koch (Sportschütze, 1867)
Erland Koch (* 3. Januar 1867 in Günsdorf; † 29. April 1945 in Berlin) war ein deutscher Sportschütze.

## Karriere
Erland Koch trat bei den Olympischen Spielen 1912 in Stockholm an. Mit der Mannschaft gewann er im Trapwettkampf die Bronzemedaille. Im Einzel belegte er in der gleichen Disziplin den 12. Rang. In der Disziplin Laufender Hirsch 100 m Einzelschuss wurde er 13. und mit Doppelschuss 17.
Bei Deutschen Meisterschaften wurde Koch 7 Mal Deutscher Meister, 5 Mal Vizemeister und erhielt 1 Mal Bronze.
Wenige Tage vor Ende des Zweiten Weltkriegs starb Koch in Berlin.